# Tungari kenwayae
Espèce
Tungari kenwayae est une espèce d'araignées mygalomorphes de la famille des Barychelidae.

## Distribution
Cette espèce est endémique du Queensland en Australie. Elle se rencontre dans l'Iron Range.

## Description
Le mâle holotype mesure 19 mm et la femelle paratype 28 mm.

## Étymologie
Cette espèce est nommée en l'honneur de Marina Kenway.

## Publication originale
- Raven, 1994 : Mygalomorph spiders of the Barychelidae in Australia and the Western Pacific. Memoirs of the Queensland Museum, vol. 35, no 2, p. 291-706 (texte intégral).